# Homoneura quadrinotata
Homoneura quadrinotata är en tvåvingeart som först beskrevs av Macquart 1843.  Homoneura quadrinotata ingår i släktet Homoneura och familjen lövflugor.
Artens utbredningsområde är Réunion. Inga underarter finns listade i Catalogue of Life.